# Jean-Paul Brigger
Jean-Paul Brigger (Sankt Niklaus, 14 de dezembro de 1957), é um ex-treinador e ex-futebolista suíço que atuava como atacante.
Durante sua carreira nos clubes, Brigger defendeu o Sion e o Servette, também atuou pel Seleção Nacional Suíça. Depois de se aposentar, ele treinou o próprio Sion e o Luzern.
Desde 1999, ele trabalha para a FIFA como um membro do seu grupo de estudos técnico e de desenvolvimento.

## Títulos

### Clube
Sion
- Swiss Super League – 1991-92
- Copa da Suíça – 1980, 1982, 1986, 1991

Servette
- Swiss Super League – 1984-85
- Copa da Suíça – 1984

### Individual
- Artilheiro da Swiss Super League – 1982-83
- Futebolista Suíço do Ano – 1991-92